# Conor Noß
Conor Noß (Düsseldorf, Alemania, 1 de enero de 2001) es un futbolista alemán con ascendencia irlandesa que se desempeña como centrocampista. Actualmente juega en el MSV Duisburgo de la 3. Liga alemana.

## Carrera deportiva
Comenzó jugando en las categorías inferiores del SG Kaarst, donde estuvo de 2006 a 2008, y del Sportfreunde Vorst, en la temporada 2008-09, antes de recalar en la cantera del Borussia Mönchengladbach. Empezó a jugar con el Borussia Mönchengladbach II en la temporada 2019-20, con el que jugó un total de 72 partidos, cuando aún tenía edad de sub-19.
En la temporada 2020-21 pasó a entrenar con el primer equipo llegando a jugar 3 partidos.
En julio de 2021 firmó un contrato de tres temporadas con el Borussia Mönchengladbach, pero finalmente fichó por dos temporadas y una opcional por el FC Blau-Weiß Linz tras superar un periodo de prueba. Marcaba su primer gol con el club austriaco en la sexta jornada de la Bundesliga austriaca.
En la temporada 2025-26 fichó por el MSV Duisburgo de la 3. Liga alemana.

### Selección nacional
Al ser la madre irlandesa, ha jugado para las selección sub-19 y sub-21 de Irlanda.